# Précy-Saint-Martin
Pour les articles homonymes, voir Précy (homonymie).
Précy-Saint-Martin est une commune française, située dans le département de l'Aube en région Grand Est.

## Géographie

### Communes limitrophes
| Lesmont          |                    | Saint-Christophe-Dodinicourt |
|                  | Précy-Saint-martin | Saint-Léger-sous-Brienne     |
| Précy-Notre-Dame |                    | Épagne                       |

### Hydrographie
La commune est dans la région hydrographique « la Seine de sa source au confluent de l'Oise (exclu) » au sein du bassin Seine-Normandie. Elle est drainée par l'Aube,.
L'Aube, d'une longueur de 249 km, prend sa source dans la commune d'Auberive et se jette  dans la Seine à Marcilly-sur-Seine, après avoir traversé 82 communes.

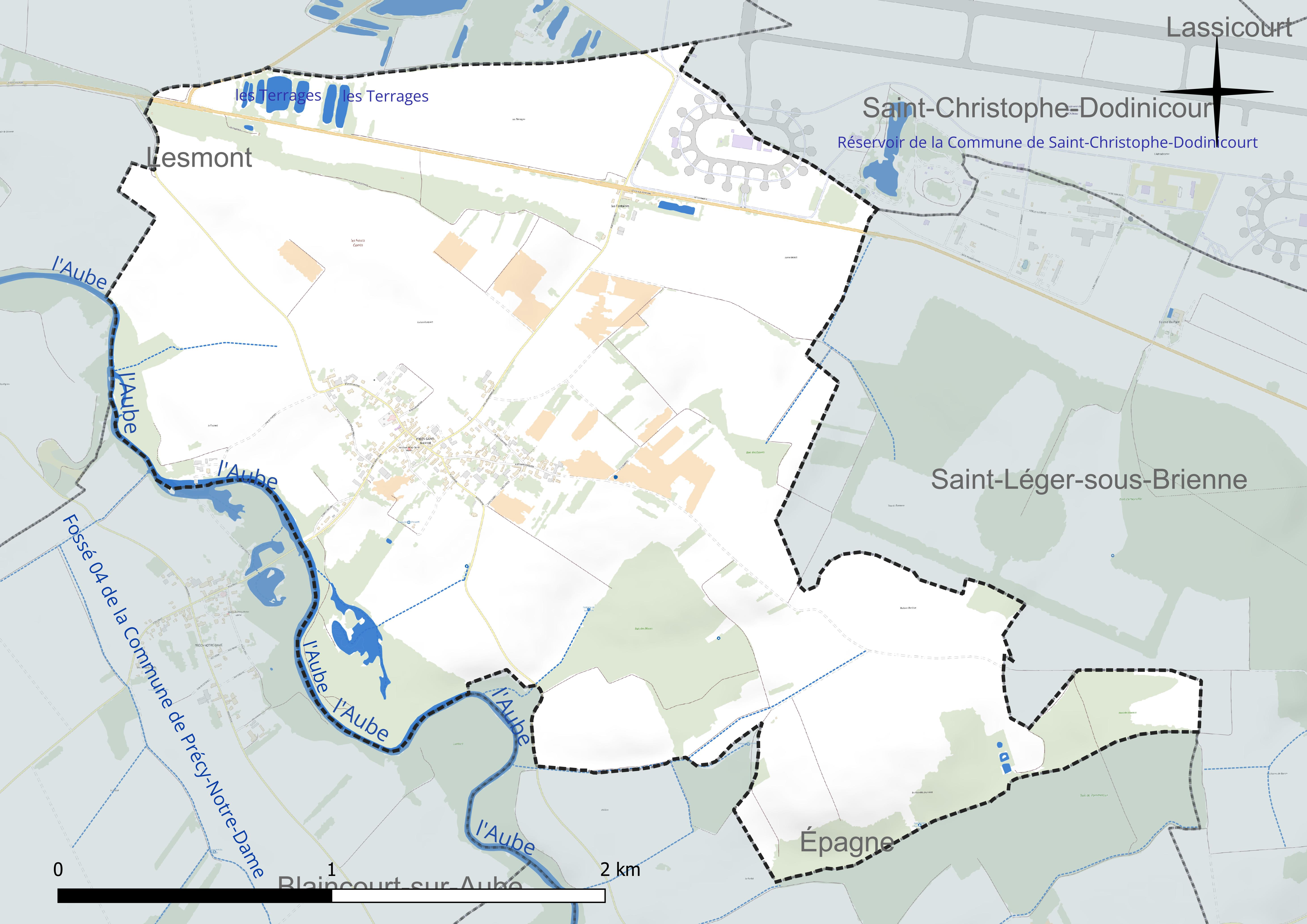
Réseau hydrographique de Précy-Saint-Martin.

Un plan d'eau complète le réseau hydrographique : les Terrages (1,7 ha),.

### Climat
Pour des articles plus généraux, voir Climat du Grand Est et Climat de l'Aube.
En 2010, le climat de la commune est de type climat océanique dégradé des plaines du Centre et du Nord, selon une étude du Centre national de la recherche scientifique s'appuyant sur une série de données couvrant la période 1971-2000. En 2020, Météo-France publie une typologie des climats de la France métropolitaine dans laquelle la commune est exposée à un climat océanique altéré et est dans la région climatique Lorraine, plateau de Langres, Morvan, caractérisée par un hiver rude (1,5 °C), des vents modérés et des brouillards fréquents en automne et hiver.
Pour la période 1971-2000, la température annuelle moyenne est de 10,4 °C, avec une amplitude thermique annuelle de 16,1 °C. Le cumul annuel moyen de précipitations est de 760 mm, avec 11,5 jours de précipitations en janvier et 8,3 jours en juillet. Pour la période 1991-2020, la température moyenne annuelle observée sur la station météorologique de Météo-France la plus proche, « Mathaux-Étape », sur la commune de Mathaux à 5 km à vol d'oiseau, est de 11,5 °C et le cumul annuel moyen de précipitations est de 733,9 mm. 
La température maximale relevée sur cette station est de 41,5 °C, atteinte le 25 juillet 2019 ; la température minimale est de −18 °C, atteinte le 2 janvier 1997,,.
Les paramètres climatiques de la commune ont été estimés pour le milieu du siècle (2041-2070) selon différents scénarios d'émission de gaz à effet de serre à partir des nouvelles projections climatiques de référence DRIAS-2020. Ils sont consultables sur un site dédié publié par Météo-France en novembre 2022.

## Urbanisme

### Typologie
Au 1er janvier 2024, Précy-Saint-Martin est catégorisée commune rurale à habitat dispersé, selon la nouvelle grille communale de densité à 7 niveaux définie par l'Insee en 2022.
Elle est située hors unité urbaine et hors attraction des villes,.

### Occupation des sols
L'occupation des sols de la commune, telle qu'elle ressort de la base de données européenne d’occupation biophysique des sols Corine Land Cover (CLC), est marquée par l'importance des territoires agricoles (76,1 % en 2018), une proportion identique à celle de 1990 (76,1 %). La répartition détaillée en 2018 est la suivante : 
terres arables (74,6 %), forêts (15,2 %), zones urbanisées (4 %), zones industrielles ou commerciales et réseaux de communication (4 %), zones agricoles hétérogènes (1,6 %), espaces verts artificialisés, non agricoles (0,6 %). L'évolution de l’occupation des sols de la commune et de ses infrastructures peut être observée sur les différentes représentations cartographiques du territoire : la carte de Cassini (XVIIIe siècle), la carte d'état-major (1820-1866) et les cartes ou photos aériennes de l'IGN pour la période actuelle (1950 à aujourd'hui).

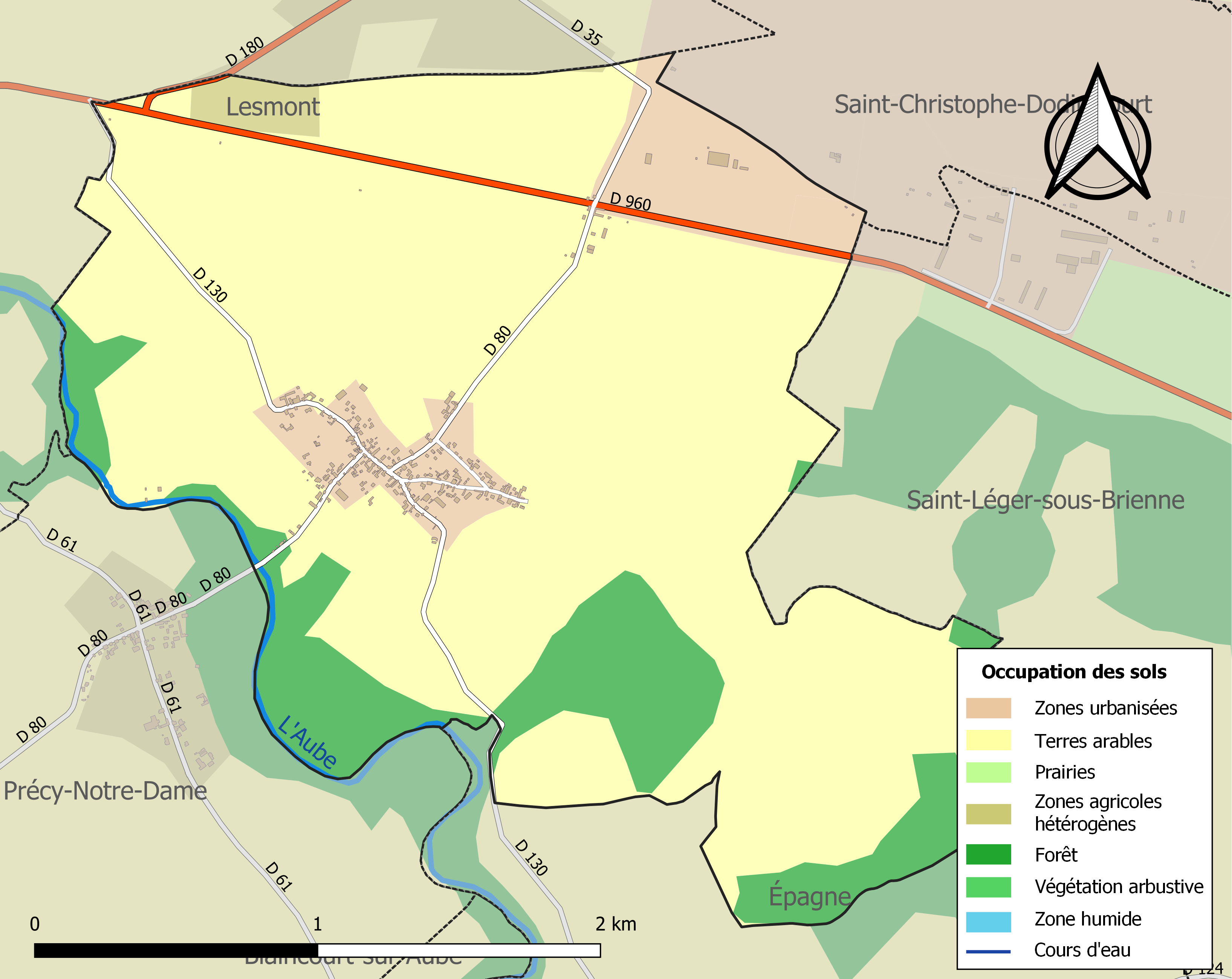
Carte des infrastructures et de l'occupation des sols de la commune en 2018 (CLC).

## Histoire
Précy-Saint-Martin est reconnu martyr commun et décoré de la Croix de guerre avec citation.  Une de ses rues porte le nom de la rue du 27 août 1944.
Harcelées par la Résistance et poursuivies par les troupes américaines, les unités allemandes en retraite mènent de nombreuses représailles dans le département de l'Aube, notamment le 27 août 1944 à Précy-Saint-Martin, où elles exécutent 14 otages, dont 11 blessés civils.
```
 Fin août 1944, dans l'Aube, les troupes nazies en retraite, harcelées par le maquis de l'Aube et poussées par l'avancée américaine, se replient vers l'est, pourchassent les résistants et mènent des raids sur la population.  Un groupe FFI de commandos M assure la protection des ponts sur l'Aube à Lesmont, Précy-Saint-Martin et Épagne pour faciliter l'avancée des troupes américaines.  Le PC a été installé à la mairie de Précy-Saint-Martin.  Une unité américaine s'apprête à porter secours au village de Précy-Saint-Martin, mais un habitant, probablement mal intentionné, en dissuade les Américains, prétextant que les combats à Précy sont terminés et que leur intervention est inutile.  En effet les Allemands étaient toujours présents et le 27 août 1944 vers 22h00 ils mirent le feu au village et versèrent le sang, incendiant la mairie ainsi que 9 fermes et maisons et détruisant le bétail.  Le lendemain vers midi, ils reçoivent l'ordre de se replier et embarquent dans des camions.  L'unité responsable a été identifiée comme étant la 2e compagnie du 3e régiment d'artillerie de marine.  Les habitants survivants décidèrent prudemment de retourner au village et découvrirent la désolation.  En explorant les cours et les jardins, ils ont découvert les corps mutilés de 14 otages qui avaient été abattus en représailles.
```

## Politique et administration
| Période                                  | Période   | Identité            | Étiquette | Qualité       |
| ---------------------------------------- | --------- | ------------------- | --------- | ------------- |
| mars 2001                                | mars 2008 | Jean-Pierre Harmand | DVD       |               |
| mars 2008                                | 2014      | Françoise Wirth     |           |               |
| mars 2014                                | En cours  | Pascal Bruant       | DVD       | Fonctionnaire |
| Les données manquantes sont à compléter. |           |                     |           |               |

## Démographie
L'évolution du nombre d'habitants est connue à travers les recensements de la population effectués dans la commune depuis 1793. Pour les communes de moins de 10 000 habitants, une enquête de recensement portant sur toute la population est réalisée tous les cinq ans, les populations de référence des années intermédiaires étant quant à elles estimées par interpolation ou extrapolation. Pour la commune, le premier recensement exhaustif entrant dans le cadre du nouveau dispositif a été réalisé en 2008.

En 2022, la commune comptait 179 habitants, en évolution de −4,79 % par rapport à 2016 (Aube : +0,7 %, France hors Mayotte : +2,11 %).
| 1793 | 1800 | 1806 | 1821 | 1831 | 1836 | 1841 | 1846 | 1851 |
| ---- | ---- | ---- | ---- | ---- | ---- | ---- | ---- | ---- |
| 545  | 521  | 523  | 533  | 577  | 599  | 593  | 600  | 622  |

| 1856 | 1861 | 1866 | 1872 | 1876 | 1881 | 1886 | 1891 | 1896 |
| ---- | ---- | ---- | ---- | ---- | ---- | ---- | ---- | ---- |
| 587  | 573  | 536  | 517  | 493  | 478  | 460  | 436  | 411  |

| 1901 | 1906 | 1911 | 1921 | 1926 | 1931 | 1936 | 1946 | 1954 |
| ---- | ---- | ---- | ---- | ---- | ---- | ---- | ---- | ---- |
| 370  | 377  | 337  | 309  | 295  | 272  | 250  | 234  | 273  |

| 1962 | 1968 | 1975 | 1982 | 1990 | 1999 | 2006 | 2008 | 2013 |
| ---- | ---- | ---- | ---- | ---- | ---- | ---- | ---- | ---- |
| 251  | 206  | 200  | 194  | 203  | 223  | 213  | 209  | 192  |

| 2018 | 2022 | - | - | - | - | - | - | - |
| ---- | ---- | - | - | - | - | - | - | - |
| 186  | 179  | - | - | - | - | - | - | - |

## Lieux et monuments
- Église Saint-Martin de Précy-Saint-Martin